# Планіметрія
Планіме́трія (від лат. planum — площина) — розділ геометрії, що вивчає двовимірні (одноплощинні) фігури, тобто фігури, які можна розташувати в межах однієї площини.
Перший систематичний виклад планіметрії дав Евклід у праці «Начала» (лат. Elementa).

## Вивчення в шкільному курсі
Під час систематичного вивчення шкільного курсу геометрії зазвичай починають з вивчення планіметрії, а потім приступають до вивчення стереометрії, що вивчає просторові фігури. Основними поняттями шкільного курсу планіметрії є точка, пряма, площина і відстань (між двома точками або від точки до точки), а також деякі загальноматематичні поняття, такі, як множина, відображення множини на множину тощо.
Зміст шкільного курсу з року в рік дещо змінюється, проте його ядро залишається в цілому незмінним. Планіметрія включає:
1. Вступ (у ньому дається визначення поняття фігури як множини точок, вивчаються властивості відстаней, визначаються поняття аксіоми, теореми тощо).
2. Переміщення площини (рух), тобто перетворення площини, за яких зберігаються відстані між точками.
3. Паралельність.
4. Побудова трикутників. Чотирикутники.
5. Многокутники та їх площі.
6. Коло і круг.
7. Подібність і гомотетія.
8. Тригонометричні функції.
9. Метричні співвідношення в трикутнику.
10. Вписані та описані многокутники.
11. Довжина кола і площа круга.

Були спроби викладати обидві частини геометрії (планіметрію і стереометрію) разом, вивчаючи плоскі і просторові фігури одночасно.

## Фігури, що вивчаються в планіметрії
- Точка
- Пряма
- Паралелограм (окремі випадки: квадрат, прямокутник, ромб)
- Трапеція
- Коло
- Трикутник
- Многокутник